# Хімаза-1
CMA1 (англ. Chymase 1) – білок, який кодується однойменним геном, розташованим у людей на короткому плечі 14-ї хромосоми. Довжина поліпептидного ланцюга білка становить 247 амінокислот, а молекулярна маса — 27 325.
| 10         |  | 20         |  | 30         |  | 40         |  | 50         |
| ---------- |  | ---------- |  | ---------- |  | ---------- |  | ---------- |
| MLLLPLPLLL |  | FLLCSRAEAG |  | EIIGGTECKP |  | HSRPYMAYLE |  | IVTSNGPSKF |
| CGGFLIRRNF |  | VLTAAHCAGR |  | SITVTLGAHN |  | ITEEEDTWQK |  | LEVIKQFRHP |
| KYNTSTLHHD |  | IMLLKLKEKA |  | SLTLAVGTLP |  | FPSQFNFVPP |  | GRMCRVAGWG |
| RTGVLKPGSD |  | TLQEVKLRLM |  | DPQACSHFRD |  | FDHNLQLCVG |  | NPRKTKSAFK |
| GDSGGPLLCA |  | GVAQGIVSYG |  | RSDAKPPAVF |  | TRISHYRPWI |  | NQILQAN    |

A: Аланін

C: Цистеїн

D: Аспарагінова кислота

E: Глутамінова кислота

F: Фенілаланін

G: Гліцин

H: Гістидин

I: Ізолейцин

K: Лізин

L: Лейцин

M: Метіонін

N: Аспарагін

P: Пролін

Q: Глутамін

R: Аргінін

S: Серин

T: Треонін

V: Валін

W: Триптофан

Кодований геном білок за функціями належить до гідролаз, протеаз, серинових протеаз. 
Задіяний у такому біологічному процесі, як альтернативний сплайсинг. 
Секретований назовні.